# کورت مازور
کورت مازور (به آلمانی: Kurt Masur) (زاده ۱۸ ژوئیه ۱۹۲۷ - درگذشته ۱۹ دسامبر ۲۰۱۵) رهبر ارکستر اهل آلمان بود. از او به عنوان یکی از برترین رهبران ارکستر جهان یاد می‌شد. وی با بسیاری از ارکسترهای مشهور جهان سابقه همکاری داشت.

## زندگینامه
کورت مازور در شهر بریگ که آن زمان بخشی از آلمان بود زاده شد. این شهر اکنون با نام برزگ در لهستان است. تحصیلات موسیقی خود را در زمینه پیانو و رهبری ارکستر در لایپزیگ انجام داد. مدتی در درسدن و لایپزیگ و برلن شرقی به رهبری ارکستر مشغول بود. وی در جریان تنش‌های پیش از فروپاشی دیوار برلین در سال ۱۹۸۹ یکی از شهروندان سرشناس شهر لایپزیگ بود و فعالانه در جلوگیری از خونین شدن اعتراض‌ها در این شهر شرقی آلمان نقش داشت. وی پس از اتحاد آلمان در سوم اکتبر ۱۹۹۰، طی مراسمی رسمی، اجرای سمفونی شماره نه بتهوون را رهبری کرد.

در ۱۹۹۱ جانشین زوبین مهتا در ارکستر فیلارمونیک نیویورک شد. به نظر بسیاری از منتقدان هنری «جانی تازه» به این ارکستر بخشید. در سال ۲۰۰۲ به دلیل اختلاف با مدیر اجرایی این ارکستر قرارداد او تمدید نشد. او از سال ۲۰۰۰ تا سال ۲۰۰۷ رهبری ارکستر فیلارمونیک لندن را به عهده داشت. همچنین او در این سال‌ها بسیاری از ارکسترهای مشهور جهان را رهبری کرده است. وی پس از مبتلا شدن به بیماری پارکینسون با نشستن روی صندلی چرخدار به رهبری ارکستر می‌پرداخت.

کورت مازور، شنبه ۱۹ دسامبر ۲۰۱۵ در سن ۸۸ سالگی در گرینویچ، کنتیکت درگذشت.